# Архив Герониноса

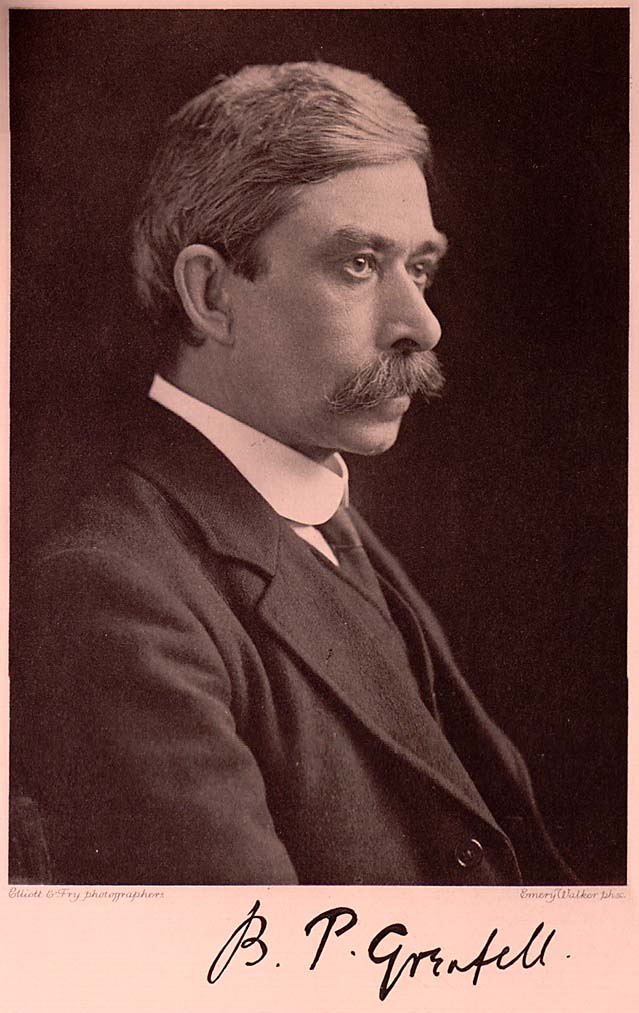
Бернард Пайн Гренфелл

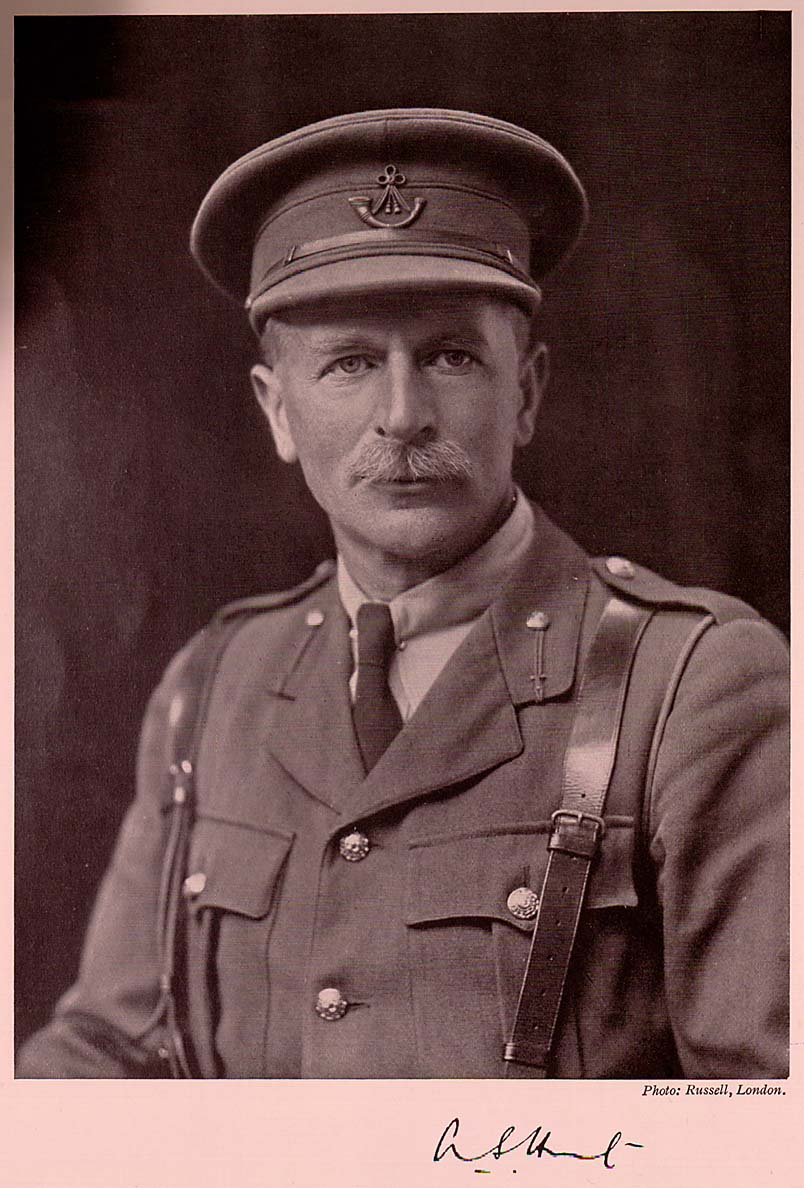
Артур Серридж Хант

Архив Герониноса (латинская форма — Геронинус) — это коллекция около 1000 египетских папирусов III века н. э. Они были найдены в конце XIX века в древней Феадельфии и её окрестностях в Файюме британскими исследователями Бернардом Пайном Гренфеллом и Артуром Серридж Хантом. Имя происходит от «Герониноса», «фронтиста» (phrontistes- управляющего). Это крупнейшая коллекция из римского Египта.

## Происхождение
Архив содержит около тысячи документов. Они в основном относятся к управлению недвижимостью Аврелия Аппиана (ок. 200—260 гг.). Римский гражданин Аппиан владел обширными владениями вокруг Арсинои, которые управлял Алипий. В деревнях в округe этого города начальствовали управляющие, такие как Геронинос. Ранее Аппиан был городским советником (булеутесом) и экзегетом в Александрии. Он был женат на Деметрии, которая унаследовала от своего отца Посейдония большие владения в этом регионе. У них был, по крайней мере, один сын Примус и одна дочь Диодора. С 249 по 268 год н. э. некий Геронинос был управляющим в Феадельфии. Большинство писем адресованы ему и поступают от управляющих других земельных участков или от центрального управления этим поместьем, которое находилось в столице городе Арсиноe.
Часто папирусы значительно старше документов, написанных на них. Неоднократное использование дорогого письменного материала было обычной практикой в то время.

## Обнаружение
Согласно широко распространенной истории, архив был обнаружен в конце сезона раскопок 1898/99 года в Харите, когда рабочие, нанятые Гренфеллом и Хантом, решили продолжить раскопки и наткнулись на ящик, полный бумаг. (Некоторые учёные поставили эту версию под сомнение). Однако некоторые документы, по-видимому, были обнаружены независимо от этого, поэтому их достоверность подвергается сомнению серьёзными авторами. В начале XX века архив был вскрыт и продан. Несмотря на его разброс по более чем двадцати коллекциям, при публикации использовалось название «Архив Герониноса».

## Содержание
Приблизительно 350 архивных документов представляют собой характер внутренних меморандумов — переписку с Герониносом по вопросам управления землей. 50 текстов принадлежат Герониносу или его преемнику Геронасу. Другая группа связана с Эйренаиосом, управляющим другими поместьями Аппиана в Евмерии (ныне Каср-эль-Банат, قصر البنات).

Ещё 50 относятся к другим лицам, занятым на владениях Аппиана, и ещё 50, кажется, являются фискальными квитанциями из внешних источников.
Архив предлагает глубокое понимание римской экономической системы Римского Египта в III веке н. э.